# 痛性痙攣
痛性痙攣（英語：Cramp），简称痛痉，俗称抽筋，人类身体肌肉系统常见的不自主疼痛性持续收缩而无法放松的现象。
发作时会使得受伤者感觉疼痛或受到極大壓力。常常是因为从静止状态直接转做剧烈运动而导致的。人身体的肌肉是能收缩的，带弹性的，在静止状态下肌肉会在某种状态下保持着，如果突然改变成运动状态，那么肌肉也必须突然的改变状态，从收缩变放松，或放松变收缩。这时常会导致人体肌肉虽然接收到脑传出做运动的信号，但一时却反应不过来，产生痉挛（肌肉自动收缩），也就是肌肉“不听使唤”。这时候，肌肉触摸上去会感觉紧张且发硬，还有可能会发现肌肉外表变形。发作后如果受伤者停止运动，会持续5至10分钟便会自然地恢复正常。但若是在10分钟后依然没有恢复肌肉在静止状态下的原状，很有可能有其他的更严重的潜在病症，需要及时去医院做检查。
其中有很多原因可以导致肌肉抽筋。在长时间的反复剧烈运动下，反复运动时使用的肌肉超负荷的折磨，再加上过度出汗，导致肌肉的盐量缺陷。在小腿抽筋的情况下，可以在地上坐平，双手伸直触摸脚趾，用手紧紧地抓牢发作的腿的大脚趾，向上反掰，并且保持小腿紧贴地面伸直，稍许便恢复正常。如果感觉在地上坐平后，肌肉更加疼痛，应停止这套缓解方法，改坐在椅凳上休息。如果即使已停止了运动，然而肌肉感觉却愈来愈疼痛，可在小腿受伤处覆盖上热水透湿了的毛巾。
在冷水中游泳也常常会导致肌肉抽筋，并且双腿抽筋的可能性会比双臂抽筋的可能性要大，所以一旦感觉肌肉抽筋，一定不可惊慌，试着用双臂代替双腿游向岸边。因为游泳时双腿抽筋时常会造成溺水人亡事故。